# William Hood
William Hood (* 20. April 1940) ist ein US-amerikanischer Kunsthistoriker, Autor und Hochschullehrer am Oberlin College.

## Leben
Nach seiner Schulzeit studierte Hood Kunstgeschichte an der University of Georgia, wo er einen Bachelor und Master erreichte. Danach gelang ihm sein Ph.D. 1977 am Institut of Fine Arts in New York City. Hood erhielt eine Anstellung als Hochschullehrer und unterrichtete von 1974 bis 2007 am Oberlin College. Des Weiteren lehrte er am Harvard University Center for Italian Renaissance Studies an der Villa I Tatti in Florenz, wo er zwei Gastprofessuren von 1989 bis 1990 und von 1999 bis 2000 hatte. Seit Januar 2008 lehrt Hood italienische Renaissance Kunstgeschichte an der Columbia University Department of Art and History.
Hood erhielt 2005 am Metropolitan Museum of Art in New York City eine Auszeichnung von der Andrew W. Mellon-Forschungsstelle.
Schwerpunkt seiner Forschungsarbeiten sind Kunstwerke der italienischen Renaissance.
Hood veröffentlichte mehrere Bücher, unter anderem das Werk Fra Angelico at San Marco. Für dieses Buch erhielt er 1993 den George Wittenborn Memorial Book Award, 1994 den Eric Mitchell Prize und dieses Buch war Finalist des Premio Salimbeni Wettbewerbs in Italien. Das Buch Made Men: Afterlives of the Classical Nude ist in Vorbereitung.